# Kommunalwahlen in Nordrhein-Westfalen 2020
Bei den am 13. September 2020 abgehaltenen Kommunalwahlen in Nordrhein-Westfalen wurden die Vertretungen aller Städte, Gemeinden, Kreise und Stadtbezirke sowie die meisten Landräte, Oberbürgermeister und Bürgermeister gewählt. Mit dem ersten Zusammentritt der neu gewählten Kommunalvertretungen lief eine Wahlperiode für die nordrhein-westfälischen Kommunen ab, die ausnahmsweise 77 Monate betrug.
Außerdem wurde erstmals das Ruhrparlament, die regionale Vertretung der elf kreisfreien Städte und vier Kreise des Ruhrgebietes, von den mehr als zwei Millionen wahlberechtigten Bürgern im Bereich der Ruhrmetropole direkt gewählt.
Die teilweise nötigen Stichwahlen fanden am 27. September 2020 statt.

## Wahlrecht

### Allgemein
2016 beschloss der Landtag eine 2,5-%-Sperrklausel, um der Zersplitterung der Parlamente entgegenzuwirken. Nach einer Klage mehrerer kleiner Parteien entschied der Verfassungsgerichtshof 2017, dass diese Hürde für die Wahl der Gemeinderäte und Kreistage unzulässig sei, bei der Wahl der Bezirksvertretungen und der Regionalversammlung Ruhr aber angewendet werden könne.

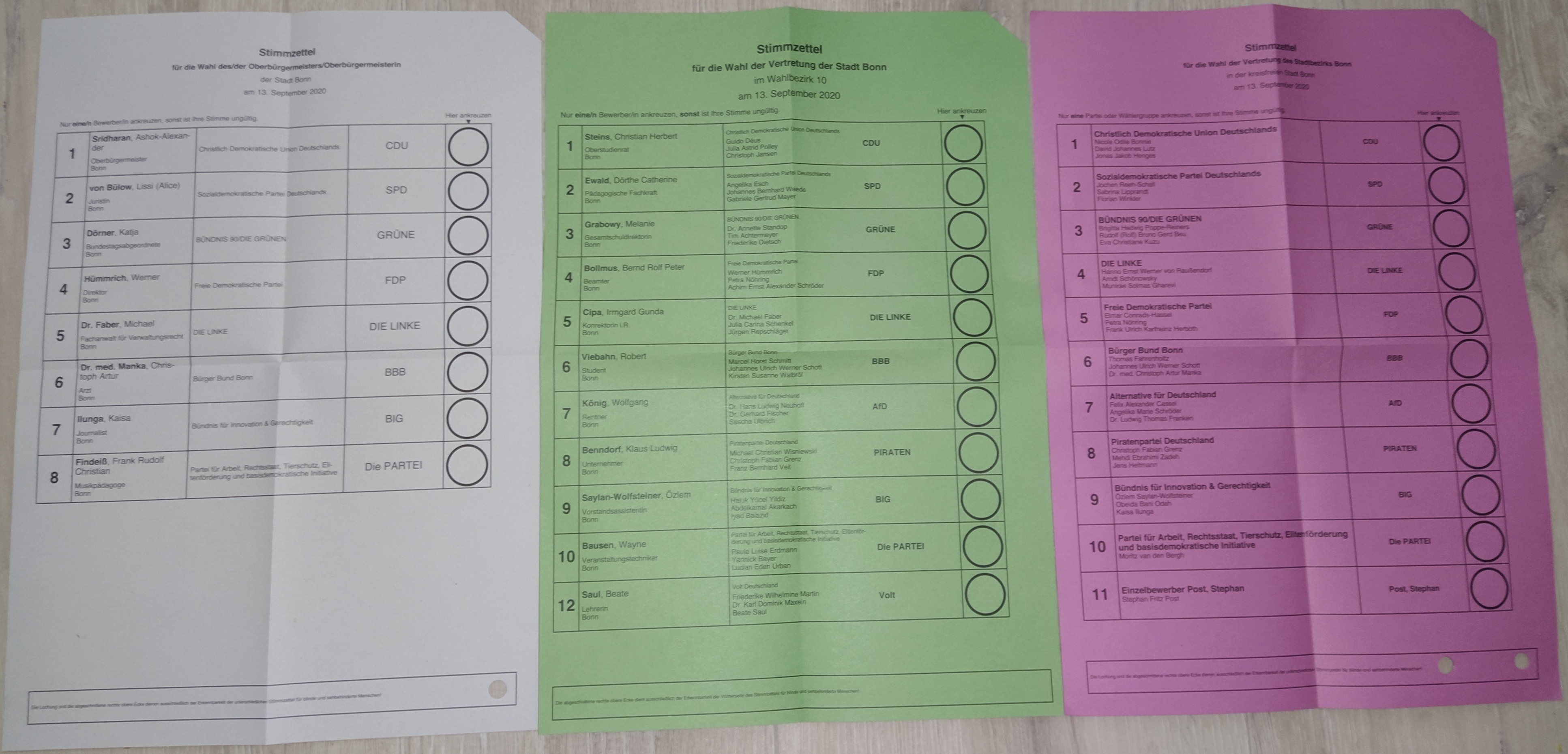
Stimmzettel zur Kommunalwahl (hier für Bonn, v. l. n. r. Oberbürgermeisterwahl, Stadtratswahl, Bezirksvertretungswahl)

Die Zahl der zu wählenden Mitglieder der Stadt- und Gemeinderäte betrug (ohne mögliche Überhang- und Ausgleichsmandate) zwischen 20 und 90, in den Kreistagen bis zu 72. Die Kommune konnte die für ihre Größenkategorie im Kommunalwahlgesetz festgelegte Mitgliederzahl der Vertretung durch Satzung um bis zu 10 verringern, aber nicht auf unter 20 Mitglieder. Die Zahl der Wahlbezirke, in denen jeweils ein Bewerber direkt gewählt wurde, betrug stets die Hälfte der festgelegten Mitgliederzahl. Die Mandate wurden nach dem Divisorverfahren mit Standardrundung nach André Sainte-Laguë verteilt. Erhielt eine Partei oder Wählergruppe mehr Sitze in den Wahlbezirken, als ihr aufgrund ihres Stimmenanteils zustehen, wurden den übrigen Listen Ausgleichsmandate zugeteilt.
Bei der Wahl der Bezirksvertretung in einer kreisfreien Stadt handelte es sich dagegen um eine reine Listenwahl, bei der jeder Wähler ebenfalls nur eine Stimme hatte. (Ober-)Bürgermeister bzw. Landrat wurden durch Mehrheitswahl bestimmt; auch hier besaß jeder Wähler eine Stimme.
Das Mindestalter für das aktive Wahlrecht betrug 16 Jahre, für das passive Wahlrecht 18 Jahre. Wahlberechtigt bei Kommunalwahlen in Nordrhein-Westfalen waren Deutsche sowie Staatsangehörige der 26 anderen EU-Mitgliedstaaten, die am Wahltag das 16. Lebensjahr vollendet hatten, mindestens seit dem 16. Tag vor der Wahl im Wahlgebiet (in der Gemeinde/Stadt bzw. im Kreis) wohnten oder sich sonst gewöhnlich aufhielten und nicht vom Wahlrecht ausgeschlossen waren. Wer die Bezirksvertretung in einer kreisfreien Stadt wählen wollte, musste für den Rat in dem betreffenden Stadtbezirk wahlberechtigt sein. Bei der Wahl der kommunalen Vertretung – des Gemeinde- bzw. Stadtrats oder des Kreistags – hatte jeder Wähler nur eine Stimme, mit der gleichzeitig ein Wahlbezirksbewerber und die Reserveliste der Partei oder Wählergruppe gewählt wurde, für die der Wahlbezirksbewerber aufgestellt war.

### Stichwahl
Die Stichwahl für den Fall, dass kein Kandidat die absolute Mehrheit erreicht bei der Wahl des Bürgermeisters oder Landrats, wurde im April 2019 durch den Landtag auf Vorschlag der Regierung unter Ministerpräsident Armin Laschet abgeschafft. Gewählt wäre demnach der Bewerber mit der relativen Mehrheit der Stimmen gewesen, eine Regelung, die bereits von 2007 bis 2011 gegolten hatte. Die Abschaffung der Stichwahl wurde mit einem am 20. Dezember 2019 verkündeten Urteil des Landesverfassungsgerichts mit vier zu drei Richterstimmen für verfassungswidrig erklärt. Somit waren bei den Kommunalwahlen 2020 in Nordrhein-Westfalen weiterhin Stichwahlen möglich.

## Auswirkungen der COVID-19-Pandemie

### Erleichterungen für Bewerber
Aufgrund der COVID-19-Pandemie in Deutschland wurden die Voraussetzungen für die Teilnahme an der Kommunalwahl erleichtert. Damit erhielten z. B. die Parteien, Wählergruppen und Einzelbewerber angesichts der widrigen Umstände mehr Zeit, ihre Vorschläge einzureichen. Diese Frist endete, elf Tage später als ursprünglich vorgesehen, am 27. Juli um 18:00 Uhr. Außerdem wurden für Parteien und Wählergruppen, die bisher nicht in den Parlamenten vertreten sind, die Zahl der erforderlichen Unterstützungsunterschriften um 40 Prozent verringert. Gemeinden erhielten die Möglichkeit, die Stimmbezirke zu vergrößern.
Der Verfassungsgerichtshof für das Land Nordrhein-Westfalen wies am 30. Juni 2020 eine Verfassungsbeschwerde und einen Antrag auf eine einstweilige Anordnung gegen die Durchführung der Kommunalwahlen am 13. September ab.

### Hohe Beteiligung per Briefwahl
Viele Städte und Kommunen meldeten Rekordwerte bei der Beteiligung an der Kommunalwahl der Bürger per Briefwahl. Die Städte Köln, Düsseldorf und Bonn meldeten rund zwei Wochen vor dem Wahltermin, dass bereits rund jeder vierte Wahlberechtigte Briefwahlunterlagen angefordert habe. Die Anzahl der Briefwahlbezirke wurden daher im Vergleich zur Europawahl 2019 vielerorts deutlich erhöht, in Köln beispielsweise von 279 auf 431. Allerdings war auch unabhängig von der COVID-19-Pandemie in den letzten Jahren ein stetiger Anstieg der Briefwahl-Teilnahme, unabhängig von der Art der Wahl, erkennbar.

## Umfragen
Am 2. September 2020 publizierten der WDR und diverse Lokalzeitungen eine Umfrage von Infratest dimap, bei der Einwohner von elf Großstädten, die insgesamt rund 30 Prozent der Bevölkerung Nordrhein-Westfalens darstellen, befragt wurden. Der Partei Bündnis 90/Die Grünen wurde dabei in allen an der Umfrage beteiligten Städten ein deutlicher Stimmenzuwachs für die Wahl der Stadträte prognostiziert, teilweise mit der Chance, stimmenstärkste Partei zu werden. Der SPD hingegen wurden flächendeckende deutliche Verluste prognostiziert, die CDU hielte laut der Umfrage ihre Stimmen großteils oder würde leicht verlieren. Diese drei Parteien sollten demnach in allen abgefragten Städten die ersten drei Plätze unter sich ausmachen. Alle anderen Parteien, wie etwa FDP, AfD oder Die Linke, sollten nach der Prognose in den elf Großstädten (deutlich) unter 10 Prozent der Stimmen erreichen. In Städten wie Aachen oder Düsseldorf wurden bei der Wahl der Oberbürgermeister enge Zwei- oder Dreikämpfe um einen Platz in der Stichwahl erwartet. In anderen Städten wie Köln oder Münster gingen die Meinungsforscher von Siegen der Amtsinhaber im ersten Wahlgang aus.
Als wichtigstes politisches Problem wurde in neun der elf Städte das Thema Verkehr angesehen, dahinter folgten Wohnen, Bildung und Infrastruktur. Eine Ausnahme unter den abgefragten Städten stellte Duisburg dar, wo Einwanderung als wichtigstes Thema angesehen wurde. Mit dem „Corona-Krisenmanagement“ waren zwischen 60 und 80 Prozent mehrheitlich die Befragten aller Städte zufrieden. Am ehesten unzufrieden waren die Befragten aus Duisburg und Köln.

## Ergebnisse

### Landesergebnis (Kreistage und Räte der kreisfreien Städte)
| Partei                   | Partei                                                        | Stimmen    | Stimmen | Stimmen     | Vertreter | Vertreter   |
| Partei                   | Partei                                                        | Anzahl     | %       | +/− zu 2014 | Anzahl    | +/− zu 2014 |
| ------------------------ | ------------------------------------------------------------- | ---------- | ------- | ----------- | --------- | ----------- |
|                          | Christlich Demokratische Union Deutschlands (CDU)             | 2.495.743  | 34,3    | −3,2        | 1.213     | −96         |
|                          | Sozialdemokratische Partei Deutschlands (SPD)                 | 1.766.181  | 24,3    | −7,1        | 912       | −197        |
|                          | Bündnis 90/Die Grünen (GRÜNE)                                 | 1.452.571  | 20,0    | +8,3        | 705       | +309        |
|                          | Freie Demokratische Partei (FDP)                              | 405.139    | 5,6     | +0,8        | 198       | +39         |
|                          | Alternative für Deutschland (AfD)                             | 367.433    | 5,0     | +2,5        | 185       | +96         |
|                          | Die Linke (DIE LINKE)                                         | 277.781    | 3,8     | −0,8        | 137       | −27         |
|                          | Die PARTEI (Die PARTEI)                                       | 76.317     | 1,0     | +1,0        | 34        | +31         |
|                          | Volt Deutschland (Volt)                                       | 37.590     | 0,5     | neu         | 13        | neu         |
|                          | Piratenpartei Deutschland (PIRATEN)                           | 24.815     | 0,3     | −1,3        | 10        | −46         |
|                          | Ökologisch-Demokratische Partei (ÖDP)                         | 6.990      | 0,1     | ±0          | 3         | −1          |
|                          | Partei Mensch Umwelt Tierschutz (Tierschutzpartei)            | 6.751      | 0,1     | +0,1        | 3         | +2          |
|                          | Aktion Partei für Tierschutz (Tierschutz hier!)               | 5.172      | 0,1     | neu         | 3         | neu         |
|                          | Familien-Partei Deutschlands (FAMILIE)                        | 4.907      | 0,1     | +0,1        | 2         | +1          |
|                          | Aufbruch C (Aufbruch C)                                       | 3.967      | 0,1     | neu         | 2         | neu         |
|                          | Bündnis für Innovation und Gerechtigkeit (BIG)                | 3.553      | 0,0     | −0,1        | 2         | +1          |
|                          | Deutsche Kommunistische Partei (DKP)                          | 2.886      | 0,0     | ±0          | 2         | ±0          |
|                          | Ab jetzt … Demokratie durch Volksabstimmung (Volksabstimmung) | 3.021      | 0,0     | ±0          | 1         | ±0          |
|                          | Die Rechte (DIE RECHTE)                                       | 2.582      | 0,0     | ±0          | 1         | −1          |
|                          | Deutsche Zentrumspartei (ZENTRUM)                             | 2.238      | 0,0     | −0,1        | 1         | ±0          |
|                          | Partei für Soziales und Ökologie (SO!)                        | 1.896      | 0,0     | ±0          | 1         | ±0          |
|                          | Sonstige Parteien                                             | 5.197      | 0,1     | −1,3        | –         | −35         |
|                          | Wählergruppen                                                 | 323.825    | 4,4     | −0,1        | 170       | +10         |
|                          | Einzelbewerber                                                | 1.667      | 0,0     | ±0          | –         | –           |
| Gesamt                   | Gesamt                                                        | 7.277.932  | 100,0   | ±0          | 3.598     | +104        |
| Gültige Stimmen          | Gültige Stimmen                                               | 7.277.932  | 98,5    | ±0          |           |             |
| Ungültige Stimmen        | Ungültige Stimmen                                             | 108.285    | 1,5     | ±0          |           |             |
| Wahlbeteiligung          | Wahlbeteiligung                                               | 7.386.217  | 51,9    | +1,9        |           |             |
| Wahlberechtigte          | Wahlberechtigte                                               | 14.235.746 |         |             |           |             |
| Quelle: Landeswahlleiter |                                                               |            |         |             |           |             |

So genannte Klimalisten gewannen landesweit in 4 Kommunen insgesamt 5 Mandate.

### Gewählte Oberbürgermeister und Landräte

#### Übersicht
| Wahlvorschlag                                     | Ober- bürgermeister | Landräte | Gesamt |
| ------------------------------------------------- | ------------------- | -------- | ------ |
| Christlich Demokratische Union Deutschlands (CDU) | 5                   | 20       | 25     |
| Sozialdemokratische Partei Deutschlands (SPD)     | 9                   | 4        | 13     |
| Bündnis 90/Die Grünen (Grüne)                     | 2                   | –        | 2      |
| Gemeinsame Wahlvorschläge                         |                     |          |        |
| SPD und Grüne                                     | 3                   | 2        | 5      |
| CDU und Grüne                                     | 1                   | –        | 1      |
| CDU und FDP                                       | –                   | 2        | 2      |
| CDU, Grüne und FDP                                | 1                   | –        | 1      |
| Einzelbewerber                                    | 1                   | 1        | 2      |
| Gesamt                                            | 22                  | 29       | 51     |

#### Oberbürgermeisterwahl in kreisfreien Städten
* Wiedergewählte farbig unterlegt
| Kreisfreie Stadt    | Oberbürgermeister   | Wahlvorschlag    | Stichwahl |
| ------------------- | ------------------- | ---------------- | --------- |
| Aachen              | Sibylle Keupen      | Grüne            | ja        |
| Bielefeld           | Pit Clausen         | SPD              | ja        |
| Bochum              | Thomas Eiskirch     | SPD, Grüne       | –         |
| Bonn                | Katja Dörner        | Grüne            | ja        |
| Bottrop             | Bernd Tischler      | SPD              | –         |
| Dortmund            | Thomas Westphal     | SPD              | ja        |
| Düsseldorf          | Stephan Keller      | CDU              | ja        |
| Essen               | Thomas Kufen        | CDU              | –         |
| Gelsenkirchen       | Karin Welge         | SPD              | ja        |
| Hagen               | Erik O. Schulz      | CDU, Grüne, FDP  | –         |
| Hamm                | Marc Herter         | SPD              | ja        |
| Herne               | Frank Dudda         | SPD              | –         |
| Köln                | Henriette Reker     | Einzelbewerberin | ja        |
| Krefeld             | Frank Meyer         | SPD              | ja        |
| Leverkusen          | Uwe Richrath        | SPD              | ja        |
| Mönchengladbach     | Felix Heinrichs     | SPD              | ja        |
| Mülheim an der Ruhr | Marc Buchholz       | CDU              | ja        |
| Münster             | Markus Lewe         | CDU              | ja        |
| Oberhausen          | Daniel Schranz      | CDU              | ja        |
| Remscheid           | Burkhard Mast-Weisz | SPD, Grüne       | –         |
| Solingen            | Tim Kurzbach        | SPD, Grüne       | –         |
| Wuppertal           | Uwe Schneidewind    | CDU, Grüne       | ja        |

#### Landratswahl
* Wiedergewählte farbig unterlegt
| Kreis                | Landrat                      | Wahlvorschlag  | Stichwahl |
| -------------------- | ---------------------------- | -------------- | --------- |
| Borken               | Kai Zwicker                  | CDU            | –         |
| Coesfeld             | Christian Schulze Pellengahr | CDU            | –         |
| Düren                | Wolfgang Spelthahn           | CDU            | –         |
| Ennepe-Ruhr          | Olaf Schade                  | SPD, Grüne     | –         |
| Euskirchen           | Markus Ramers                | SPD            | ja        |
| Gütersloh            | Sven-Georg Adenauer          | CDU            | –         |
| Heinsberg            | Stephan Pusch                | CDU            | –         |
| Herford              | Jürgen Müller                | SPD, Grüne     | –         |
| Hochsauerland        | Karl Schneider               | CDU            | –         |
| Höxter               | Michael Stickeln             | CDU            | –         |
| Kleve                | Silke Gorißen                | CDU            | ja        |
| Lippe                | Axel Lehmann                 | SPD            | ja        |
| Märkischer Kreis     | Marco Voge                   | CDU            | ja        |
| Mettmann             | Thomas Hendele               | CDU            | –         |
| Minden-Lübbecke      | Anna Bölling                 | CDU            | ja        |
| Oberbergischer Kreis | Jochen Hagt                  | CDU            | –         |
| Olpe                 | Theo Melcher                 | CDU            | –         |
| Paderborn            | Christoph Rüther             | CDU            | –         |
| Recklinghausen       | Bodo Klimpel                 | CDU, FDP       | ja        |
| Rhein-Erft           | Frank Rock                   | CDU            | ja        |
| Rhein-Kreis Neuss    | Hans-Jürgen Petrauschke      | CDU            | ja        |
| Rhein-Sieg           | Sebastian Schuster           | CDU            | –         |
| Siegen-Wittgenstein  | Andreas Müller               | SPD            | –         |
| Soest                | Eva Irrgang                  | CDU            | –         |
| Steinfurt            | Martin Sommer                | Einzelbewerber | ja        |
| Unna                 | Mario Löhr                   | SPD            | ja        |
| Viersen              | Andreas Coenen               | CDU            | –         |
| Warendorf            | Olaf Gericke                 | CDU, FDP       | –         |
| Wesel                | Ingo Brohl                   | CDU            | ja        |